# František Albert Libra
František Albert Libra, narozený jako František Albert Schön, (8. dubna 1891 Český Herálec – 30. června 1958 Praha) byl český funkcionalistický architekt a urbanista.

## Život

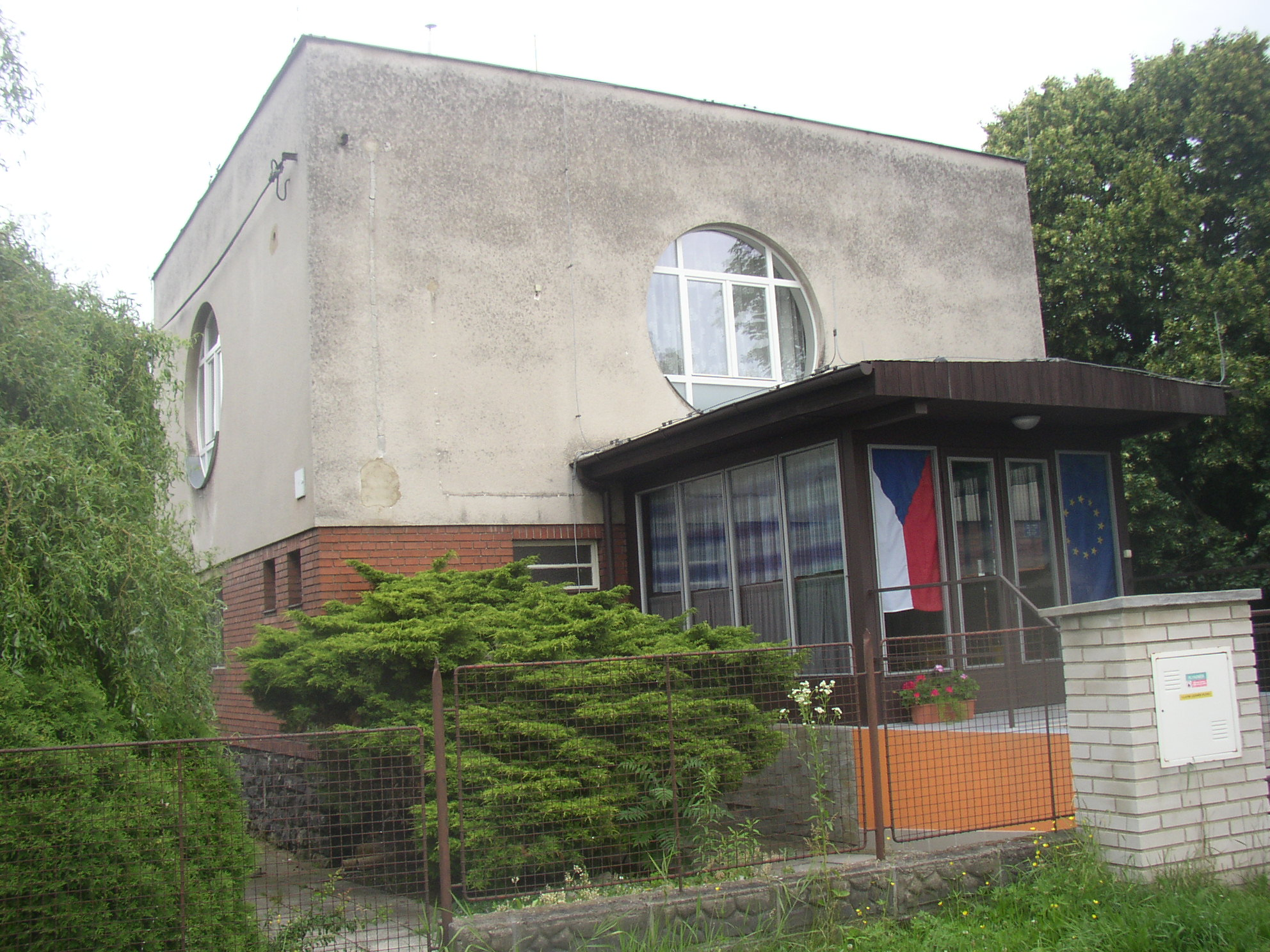
Původní synagoga ve Velvarech

Studoval německou reálku v Jihlavě, poté od roku 1910 českou techniku v Praze, odkud v roce 1913 přešel na techniku německou. Studia ale dokončil až po první světové válce, v níž bojoval na rumunské frontě. Otevřel si pak roku 1921 společnou architektonickou kancelář s Josefem Karlem Říhou, nikdy však nepracovali na společném projektu. Rok 1925 strávil ve Francii, kde nabíral inspiraci a seznamoval se s novými trendy. Ve své tvorbě proto opustil národní styl, dekorativismus či purismus a stavěl již jen funkcionalistické stavby, které neměly jen umělecké kvality, ale též výborné provozní řešení.
Často to byly spořitelny nebo jiné veřejné budovy, převážně v Praze nebo jiných městech v Čechách (výjimkou bylo pouze Masarykovo sanatorium pro léčbu TBC ve Vyšných Hágách, postavené v letech 1933–1938 podle projektu z roku 1932, jeho největší realizace, a Dům energetiky v Ostravě postavený roku 1954). Z nich vyniká především Rakovník, pro nějž vytvořil regulační plán a postavil zde obchodní akademii, spořitelnu, koupaliště, urnový háj atd. V poválečném období realizoval školní a zdravotnické stavby, průmyslové podniky nebo obytné domky v dělnických koloniích. Po roce 1948 se ovšem musel přizpůsobit socialistickému realismu, ačkoli dokázal vyprojektovat např. i správní budovu Energovodu v Praze, která odkazovala na jeho oblíbeného Otto Wagnera. Byl v té době zaměstnán ve Stavoprojektu a od roku 1952 v pražském Energoprojektu.
Kromě architektury se věnoval i široké spolkové činnosti. Jako violoncelista se účastnil aktivit Umělecké besedy, Spolku pro moderní hudbu a Českého spolku pro komorní hudbu. Dále byl např. členem Klubu Za starou Prahu, Klubu architektů, Svazu architektů ČSR, Svazu československého díla, Svazu československých výtvarných umělců nebo i Autoklubu Republiky československé. Zemřel na nádor ledviny. Pohřben byl na Olšanských hřbitovech.

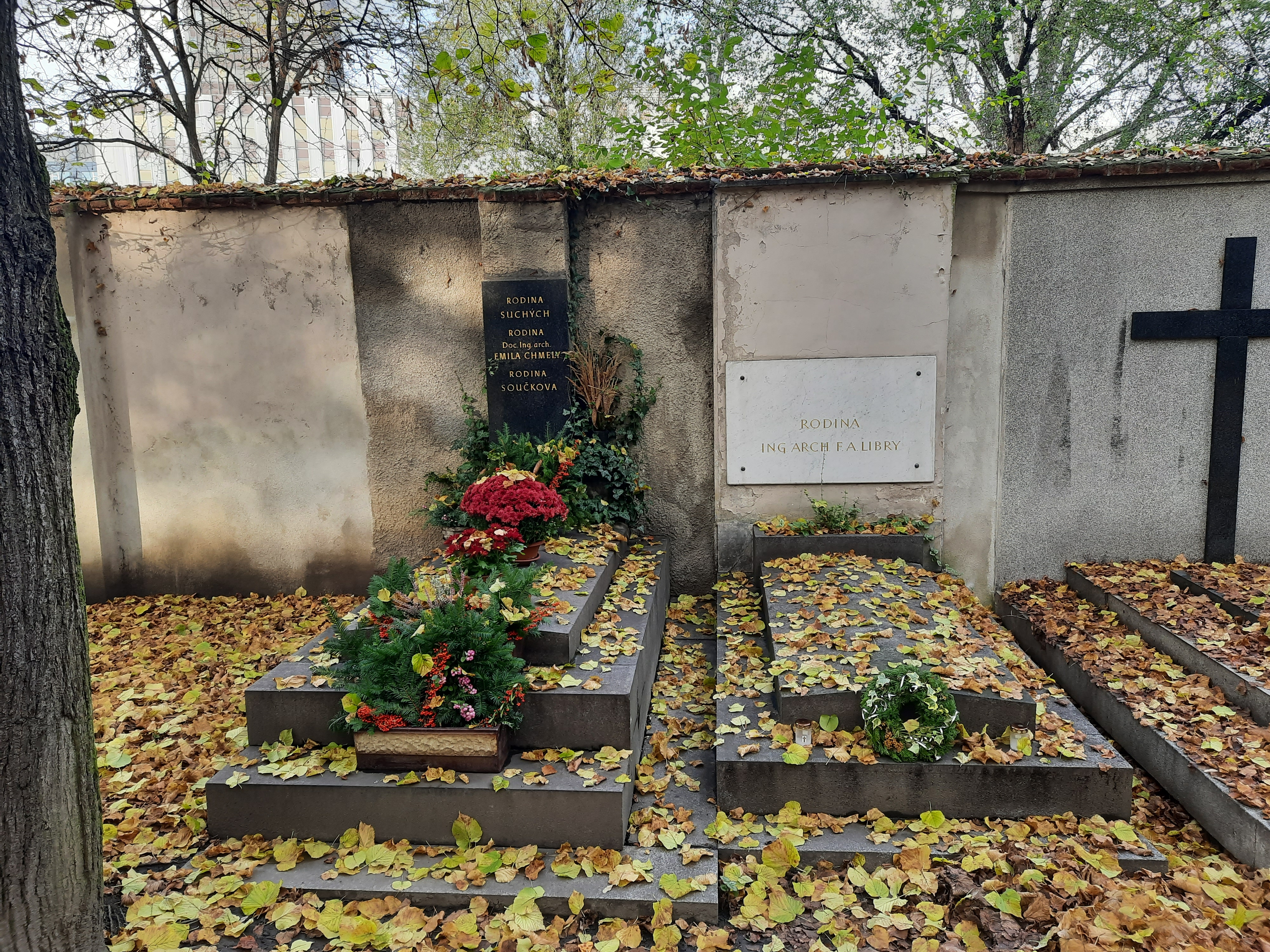
Hrobka rodiny F. A. Libry na Olšanských hřbitovech

## Dílo

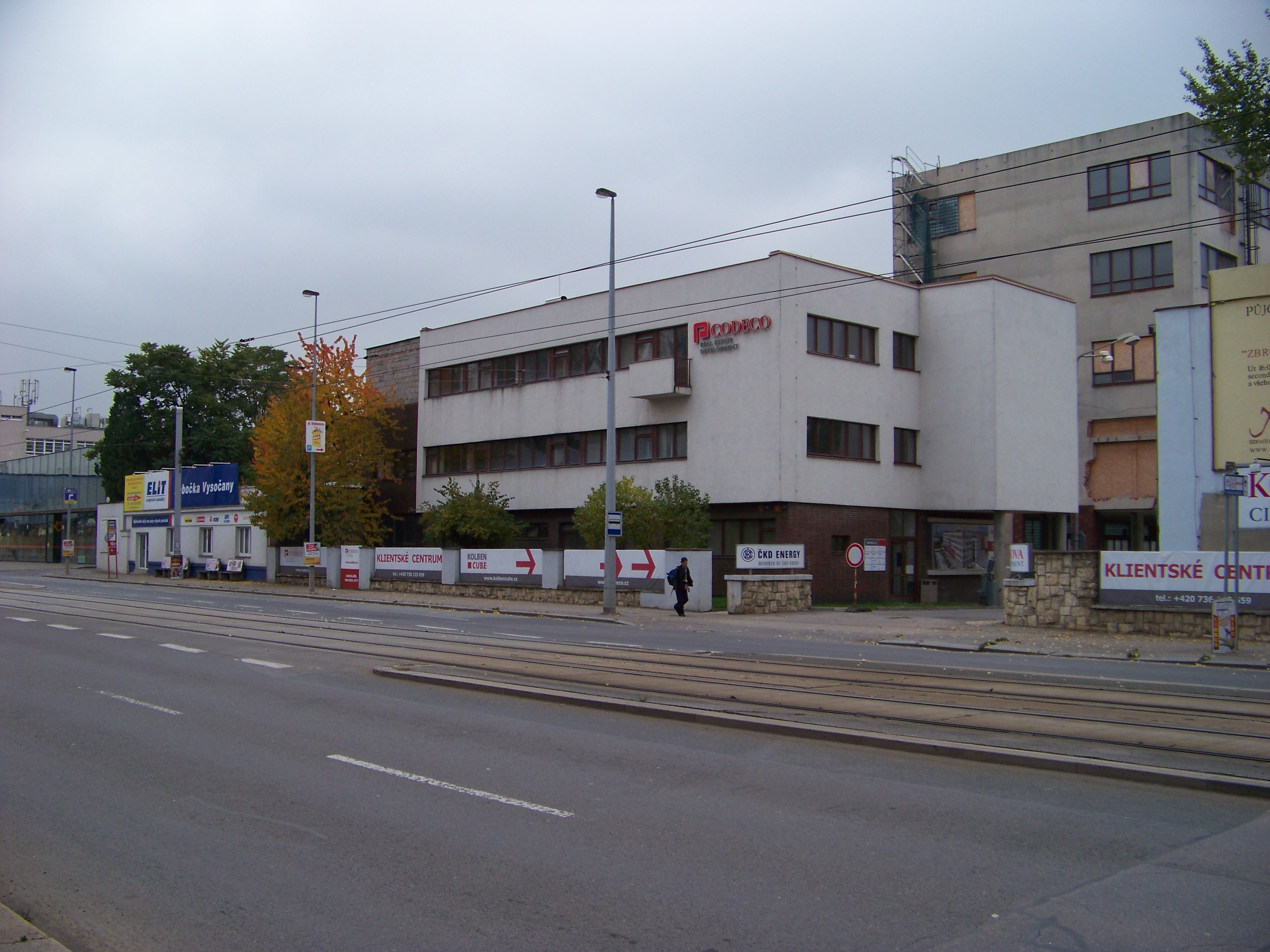
Památkově chráněný vstupní objekt někdejší továrny AGA v Kolbenově ulici v Praze-Vysočanech.

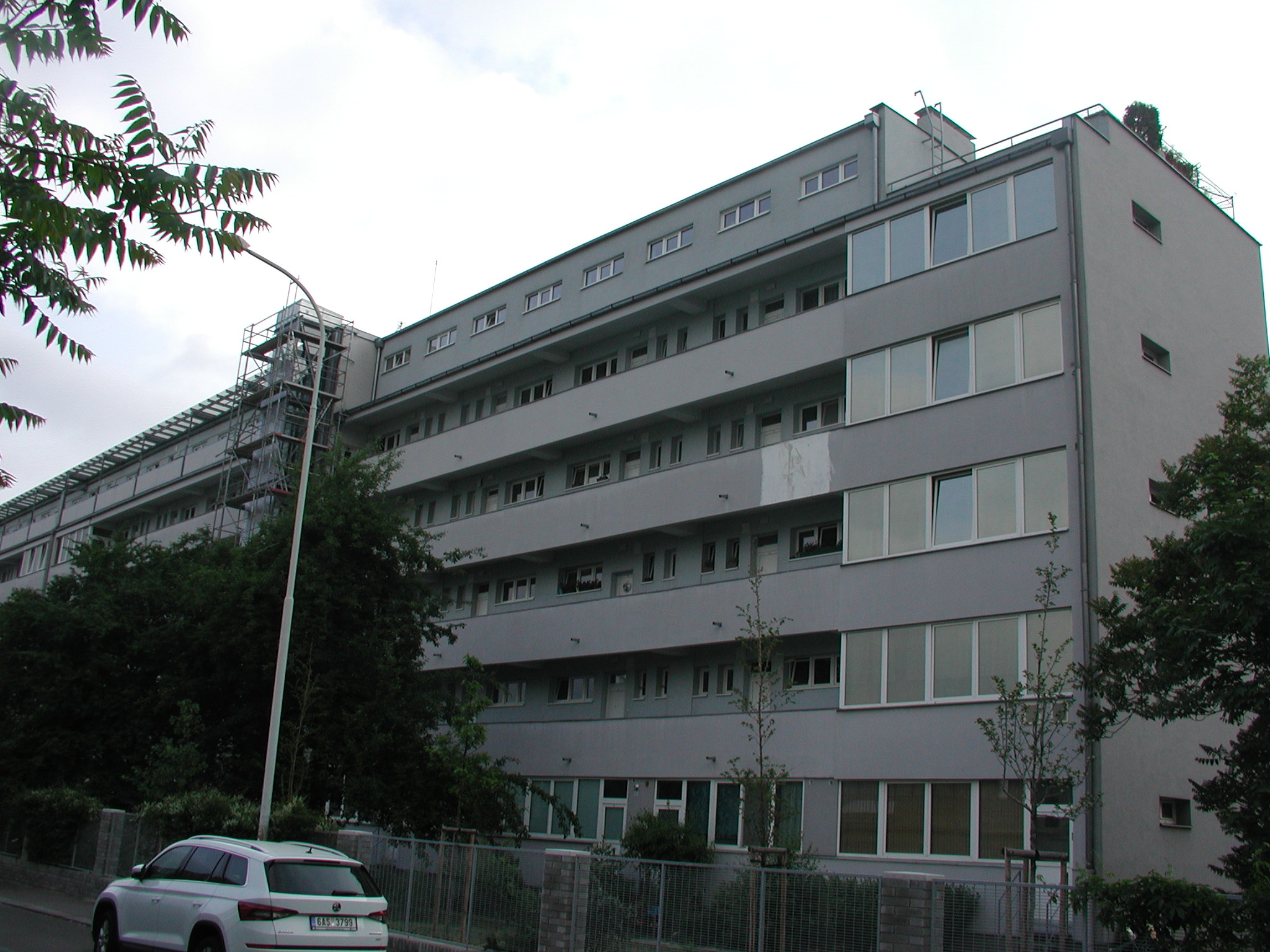
Praha-Holešovice, U Městských domů 2–4

### Realizované stavby (výběr)
- Kolonie svobody – rodinné domy pro družstvo Svépomoc. Starší část kolonie se vyznačuje prvky rondokubismu. 1921–1924, Praha 10, ul. Na Šafránce a Hradešínská; včetně vlastní vily[6] V listopadu 2018 jedna z památkově chráněných vil bez povolení demolována.[7]
- Základní škola, 1923–1926, Trmice, Tyršova 53[8]
- Edisonova transformační stanice, 1926–1930, Praha 1 – Nové Město; přestavba: Ladislav Lábus 2005–2007[9]
- Budova Obchodní akademie, 1929, Rakovník
- Synagoga, 1931, Velvary
- Budovy sanatoria ve Vyšných Hágách, 1933–1938, spoluautor: Ing. arch. Jiří Kan, spolupráce: MUDr. Svatopluk Basař a doc. MUDr. Soběslav Sobek[4]
- Městské domy, Praha 7 – Holešovice, 1930–1937, U Městských domů 2–4, Osadní 39–41,[10] spoluautor: Ing. arch. Jiří Kan[11]
- Budova evidence Ústřední sociální pojišťovny, 1936, Praha 5 – Smíchov, Křížová 27, spoluautor: Ing. arch. Jiří Kan,[11] Ferdinand Ludwig (strojová kartotéka)
- Továrna AGA, továrna na výrobu acetylenu a kyslíku, Praha 9 – Vysočany, Kolbenova 38, 1938–1939
- Továrna na výrobu svářecího plynu firmy Hydroxygen, Praha 5 – Hlubočepy, Hlubočepská 70, spolupráce: Karel Pelíšek, 1939
- Jesle, 1947–1948, Ústí nad Labem Střekov, Máchova 1[12]
- Vila Arnošta Grossmanna ve vilové čtvrti na Barrandově, Barrandovská 29/385
- Masarykova obchodní akademie, Pražská 1222, Rakovník